# 艾迪爾·莫賈拉里
艾迪爾·莫賈拉里·莫格哈德丹（波斯語：‎，1993年3月21日—）是伊朗輕艇運動員。他參加2016年夏季奧林匹克運動會男子200公尺C-1賽事。
他在2017年世界輕艇競速錦標賽奪得1面銅牌，成為首位在世界輕艇競速錦標賽奪牌的伊朗輕艇運動員。

## 外部連結
- 艾迪爾·莫賈拉里在Olympedia（英语）